# Amt Gudow-Sterley
Das  ehemalige Amt Gudow-Sterley lag im Kreis Herzogtum Lauenburg in Schleswig-Holstein östlich des Elbe-Lübeck-Kanals an der Landesgrenze zu Mecklenburg-Vorpommern. Im Amt lebten rund 6000 Einwohner auf einer Fläche von 215 km². Es umfasste folgende Gemeinden:
1. Besenthal
2. Brunsmark
3. Göttin
4. Grambek
5. Gudow
6. Hollenbek
7. Horst
8. Klein Zecher
9. Langenlehsten
10. Lehmrade
11. Salem
12. Seedorf
13. Sterley

Die Verwaltung des Amtes hatte ihren Sitz in Gudow.

## Geschichte
Die Ämter Gudow und Sterley entstanden 1889 auf Anordnung des preußischen Ministers des Innern nach der Inbesitznahme des Herzogtums Lauenburg durch Preußen. Das Amt Gudow-Sterley wurde 1971 aus den damaligen Ämtern Gudow und Sterley gebildet.
Mit Ablauf des 31. Dezember 2006 löste sich das Amt auf. Die Gemeinden Grambek und Lehmrade schlossen sich dem Amt Breitenfelde an, Besenthal, Gudow, Göttin und Langenlehsten dem Amt Büchen und die restlichen sieben Gemeinden dem Amt Ratzeburg-Land, das sich in diesem Zuge in Amt Lauenburgische Seen umbenannte. 